# Deportation der armenischen Elite

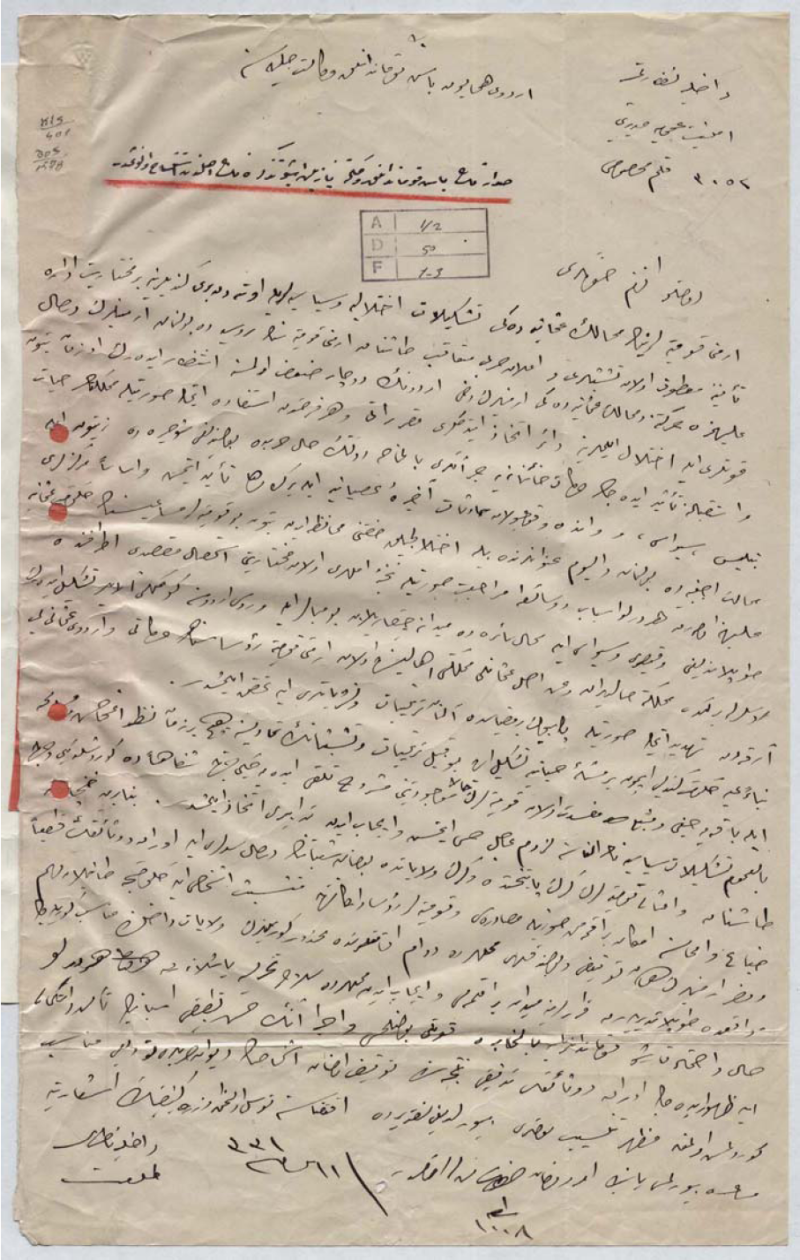
Anordnung des Innenministeriums unter Talât Pascha vom 24. April 1915

Bei der Deportation der armenischen Elite (armenisch Կարմիր Կիրակի Garmir Giragi, deutsch ‚Roter Sonntag‘) wurden am 24. April 1915 auf Anordnung des osmanischen Innenministers Mehmet Talât Bey führende Personen der armenischen Gemeinde in Istanbul und später anderen Ortschaften verhaftet und in Konzentrationslager nahe Ankara verschleppt. Nach der Annahme des Deportationsgesetzes am 29. Mai 1915 wurden sie später zwangsumgesiedelt, gefoltert, enteignet und viele von ihnen getötet. Der 24. April wird in Armenien als Völkermordgedenktag begangen, da mit diesem Tag der Völkermord an den Armeniern begann.

## Verhaftung
Innenminister Mehmet Talât Bey befahl am 24. April 1915 die Festnahme der Armenier. Die Operation begann abends um 8 Uhr. In Istanbul wurde die Aktion vom städtischen Polizeichef Bedri Bey geleitet.
In der Nacht vom 24. zum 25. April wurden in einer ersten Welle 235 bis 270 armenische Gemeindeführer von Istanbul (Geistliche, Ärzte, Verleger, Journalisten, Anwälte, Lehrer, Politiker etc.) aufgrund des Beschlusses des Innenministeriums festgenommen. Die Unterschiede in den Zahlen liegt an Fehlern der Polizei, als sie Personen mit den gleichen Namen inhaftierte.
Es gab weitere Deportationen aus der Hauptstadt, die erste Aufgabe war die Identifizierung der Inhaftierten. Sie wurden für einen Tag in einer Polizeistation (Emniyeti Umumiye) und dem Zentralgefängnis festgehalten. Eine zweite Welle führte zur Verhaftung von bis zu 600 Personen.
Gegen Ende August 1915 wurden über 150 Armenier mit russischer Staatsbürgerschaft aus Istanbul in Internierungslager deportiert. Wenige der Verschleppten – darunter der Schriftsteller Alexander Panossian (1859–1919) – wurden noch am gleichen Wochenende freigelassen, bevor sie nach Anatolien transferiert wurden.

### Konzentrationslager
Die meisten Inhaftierten wurden nach der Identifizierung Einzelner vom Zentralgefängnis über Saray Burnu vom Streamer No. 67 der Şirket-Firma zur Bahnhofstation Haydarpaşa geschickt. Nach einer Wartezeit von zehn Stunden wurden sie am nächsten Tag mit Sonderzügen in Richtung Ankara gesandt. Ein Zug allein war mit 220 Armeniern unterwegs. Ein armenischer Zugführer erhielt eine Liste von Namen der Deportierten. Sie wurde an den armenischen Patriarchen von Konstantinopel, Zaven Der Yeghiayan übergeben, der vergeblich versuchte, so viele Deportierte wie möglich zu retten. Der einzige ausländische Botschafter, der ihm helfen konnte bzw. wollte, war der US-Botschafter Henry Morgenthau. Nach einem Zug-Tagesablauf von 20 Stunden stiegen die Deportierten am Dienstagnachmittag in Sincan (nahe Ankara) aus. An der Station führte Ibrahim, der Direktor des Zentralgefängnisses von Istanbul, die Selektion durch. Die Deportierten wurden in zwei Gruppen aufgeteilt.
Eine Gruppe wurde nach Çankırı (und Çorum zwischen Çankırı und Amasya), und die andere nach Ayaş gesandt. Letztere wurden in Pferdewagen für mehrere Stunden nach Ayaş transportiert. Nahezu alle von ihnen wurden einige Monate später in Felsschluchten nahe Ankara getötet. Nur zehn oder dreizehn Deportierten dieser Gruppe wurde die Erlaubnis gewährt, von Ayaş in die Hauptstadt zurückzukehren.
Eine Gruppe von 20 Spätankömmlingen, die am 24. April festgenommen wurden, kam in Çankırı am 7. oder 8. Mai 1915 an. Über 150 politische Gefangene wurden in Ayaş, über 150 intellektuelle Gefangene wurden in Çankırı festgehalten.

### Militärgericht

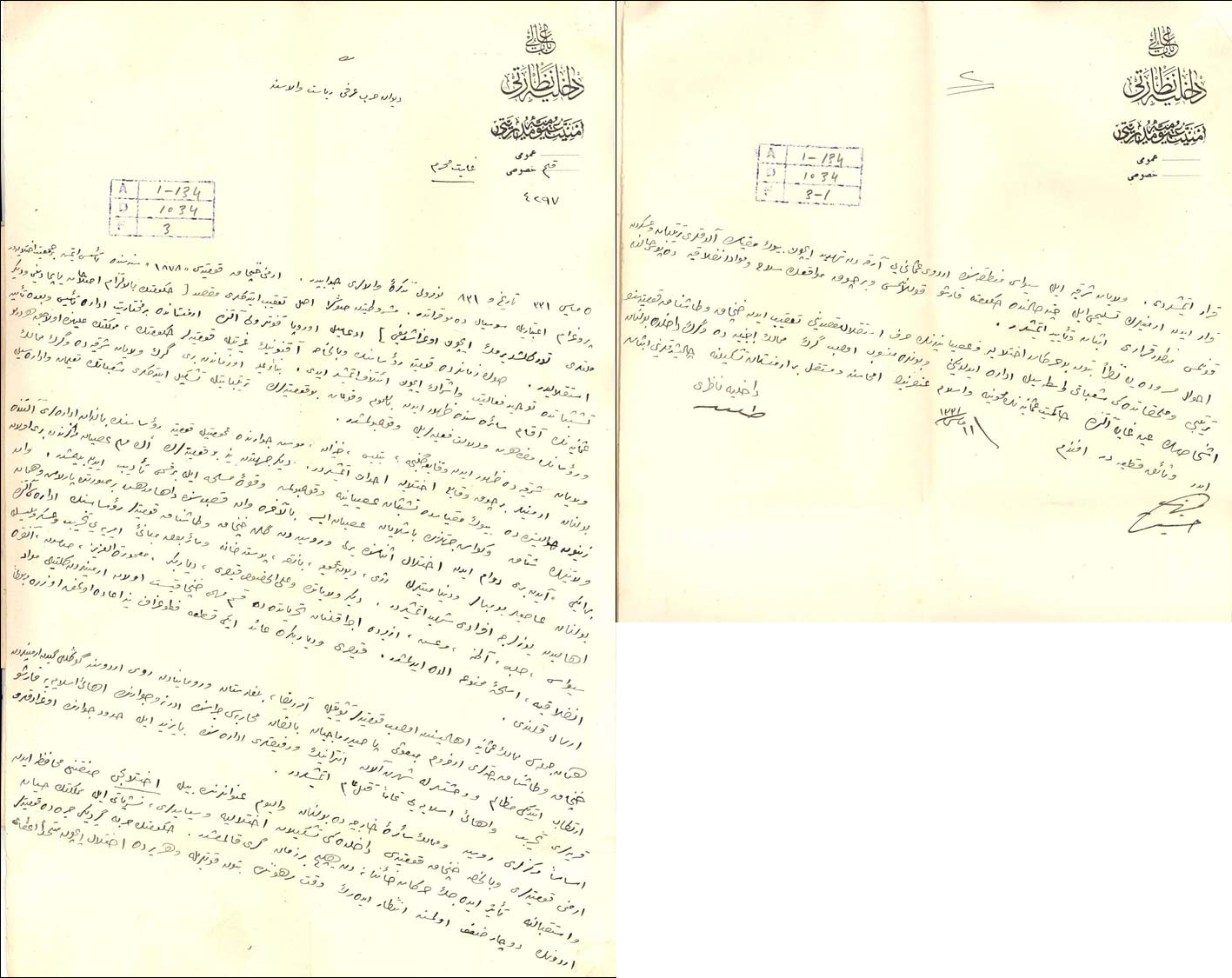
Schreiben von Talât Pascha an den Militärgerichtshof

Nazaret Daghavarian und Sarkis Minassian wurden am 5. Mai aus dem Ayaş-Gefängnis entlassen und von einer Militäreskorte zusammen mit Harutiun Jangülian, Karekin Khajag und Rupen Zartarian nach Diyarbakır geschickt, um vor einem Militärgericht zu erscheinen. Diese wurden von einer bekannten Räuberbande – geleitet von Çerkez Ahmet und den Leutnants Halil und Nazım – bei einer Ortschaft namens Karacaören kurz vor der Ankunft in Diyarbakır getötet.
Marzbed, ein weiterer Deportierter, wurde nach Kayseri geschickt, um dort vor einem Militärgericht am 18. Mai 1915 zu erscheinen. Nach seiner Entlassung aus dem Gericht arbeitete er unter einer falschen Identität für die Deutschen in Intilli (Amanus-Bahntunnel). Er flüchtete nach Nusaybin, wo er vom Pferd fiel und kurz vor dem Waffenstillstand starb.

### Freilassung
Alle Gefangenen, die freigelassen wurden, wurden durch die Fürbitte von einflussreichen Personen befreit, die sie durch eigene Wege kontaktierten. Fünf Deportierte aus Çankırı wurden durch die Vermittlung von Botschafter Henry Morgenthau freigelassen.
Insgesamt wurde lediglich zwölf Deportierten die Erlaubnis gewährt, aus Çankırı zur Hauptstadt zurückzukehren. Diese waren Komitas Vardapet, Piuzant Kechian, Vahram Torkomian, Parsegh Dinanian, Haig Hojasarian, Nschan Kalfayan, Yervant Tolayan, Aram Kalenderian, Noyig Der-Stepanian, Vrtanes Papazian, Karnik Injijian und Beylerian junior. Vier Deportierten wurde es gewährt, nach Konya zurückzukehren. Diese waren Apig Miubahejian, Atamian, Kherbekian und Nosrigian.
Die verbliebenen Deportierten standen unter dem “Schutz” des Gouverneurs des Vilâyets Ankara, Mazhar Bey. Er setzte sich über den Geheimbefehl von Talât Paschas Innenministerium hinweg. Ende Juli 1915 wurde Mazhar durch das Zentralkomitee-Mitglied Atif Bey ersetzt.

## Deportationen
Nach der Verabschiedung des Deportationsgesetzes am 29. Mai 1915 wurden Armenier, die in den beiden Internierungslagern verblieben waren, ins osmanische Syrien deportiert.
Am 18. Juli 1915 erreichte ein erster Konvoi von 56 Gefangenen das Internierungslager Çankırı ohne Überlebende.
Im August 1915 begann Atif Bey mit der Deportation der Armenier, die im Vilâyet Ankara lebten. Am 19. August verließ ein zweiter Konvoi mit 30 Deportierten Çankırı. Ihr Schicksal ist besser bekannt, da zwei von ihnen überlebten, von denen einer Aram Andonian war. Diese Gruppe setzte ihre Reise zuerst mit dem Zug bis Ankara und dann in Viehwaggons nach Çankırı fort. Nach einer Woche in den Militärbaracken wurde es ihnen erlaubt, auf eigene Kosten in der Stadt zu bleiben – unter der Bedingung, dass sie unter Aufsicht verblieben, während die nach Ayaş gesandten in den Garnisonen eingesperrt wurden.

## Überlebende
Nach dem Waffenstillstand von Mudros kamen mehrere armenische Intellektuelle nach Istanbul zurück, das damals noch unter alliierter Besatzung stand. Sie begannen eine kurze, allerdings jedoch intensive literarische Aktivität, die allerdings durch den türkischen Sieg 1922–1923 beim Befreiungskrieg gegen das Königreich Griechenland wieder beendet wurde.

## Bekannte Opfer
Insgesamt wurden 2.234 Personen deportiert. Hier eine Liste der bekanntesten Deportierten:

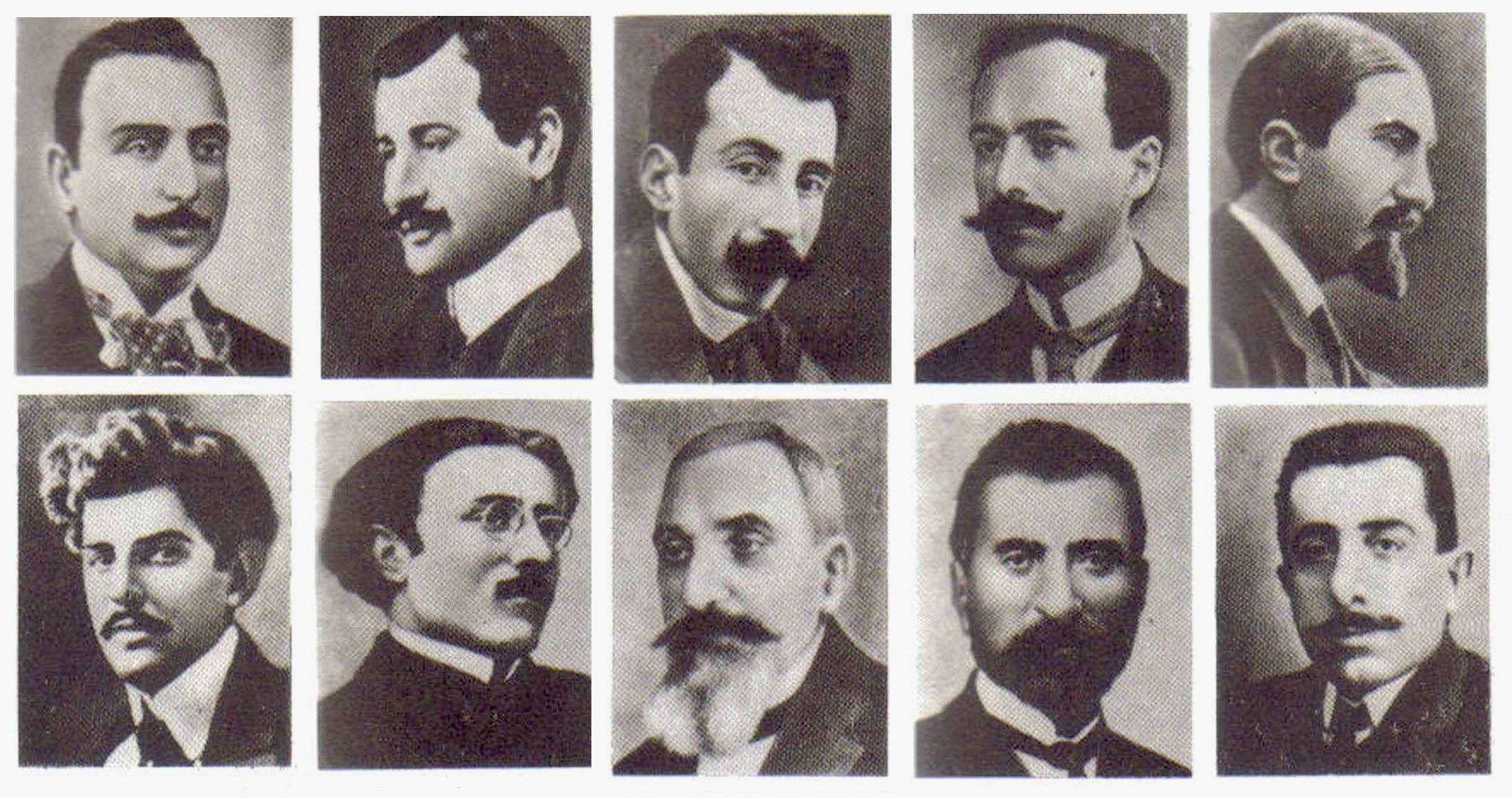
Prominente Opfer der Deportationen

- Krikor Zohrab – Schriftsteller, Anwalt, Dichter, Jurist, Politiker, Professor – ermordet.[22]
- Tlgadintsi – Schriftsteller, Lehrer – ermordet.[23]
- Rupen Zartaryan – Schriftsteller, Dichter, Politiker – ermordet.[22]
- Yeruhan – Schriftsteller, Dichter – ermordet.[22]
- E. Agnuni (Haçadur Malumyan) – Zeitungsverleger und wichtige Persönlichkeit der Jungtürkischen Revolution 1908 – ermordet.[24]
- Rüstem Rüstemyants – beliebter Kaufmann – ermordet.[15]
- Parunak Feruhan – Verwaltungsleiter von Bakırköy und Geiger – ermordet.[25]
- Diran Kelekyan – Schreiber, Universitätsprofessor und Eigentümer der türkischen Zeitung Sabah – ermordet.[26]
- Vartkes Serengülyan – Politiker – ermordet.[24]
- Hovhannes Kılıçyan – Bibliothekar und Buchhalter – ermordet.[26]
- Taniel Varuschan – Dichter und Schriftsteller – ermordet.[27]
- Rupen Sevag – Dichterarzt und Schriftsteller – ermordet.[27]
- Garabed Paşayan – Doktor, Schriftsteller, osmanischer Parlamentsabgeordneter, Mitglied des Armenischen Nationalrats – ermordet.[23]
- Nazaret Dağavaryan – Doktor, Schriftsteller – ermordet.[26]
- Keğam Parseğyan – Schriftsteller, Journalist, Lehrer – ermordet.[23]
- Ardaşes Harutünyan – Schriftsteller, Journalist – ermordet.[22]
- Mihran Aghasyan – Dichter und Musiker – ermordet.[26]
- Boğos Danyelyan – Anwalt – ermordet.[15]
- Dikran Çöğüryan – Schriftsteller, Kunstlehrer und Verleger. Herausgeber der Zeitung Vostan – ermordet.[22]
- Sımpad Pürad – Schriftsteller, Volksfigur, Dichter, Mitglied des Armenischen Nationalrats – ermordet.[23]
- Siamanto – Schriftsteller, Dichter, Politiker, Mitglied des Armenischen Nationalrats – ermordet.[27]
- Komitas Vardapet – Musiker, Bischof – Überlebender, für den Rest des Lebens traumatisiert.[26]
- Hagop Terziyan – Apotheker – ermordet.[15]
- Haig Tirâkyan – Politiker – ermordet.[15]
- Harutün Şahrigyan – Politiker und Anwalt – ermordet.[23]
- Serovpe Noradungyan – Sanasaryan-Professor – ermordet.[15]
- Şavarş Krisyan – Schriftsteller, Gründer der ersten osmanischen Zeitung – ermordet.[23]
- Levon Kirişçiyan – Professor und Dichter – ermordet.[15]
- Aram Andonyan – Schriftsteller – Überlebender.[26]
- Hovannes Kımpetyan – Dichter – ermordet.[23]
- Yenovk Şahin – Schauspieler, Theatrist – ermordet.[15]
- Gebrüder Levon, Mihran und Kevork Kayekciyan – Unternehmer – alle drei zusammen ermordet.[28]
- Harutyun Cangülyan – Politiker und Schriftsteller – ermordet.[24]
- Melkon Gürciyan (Hrant) – Schriftsteller, Professor, Journalist – ermordet.[22]
- Harutyun Kalfayan – Bürgermeister von Bakırköy – ermordet.[26]
- Hampartsum Boyacıyan – Politiker, Arzt, ab 1908 Delegierter von Kumkapı im Armenischen Nationalrat, Abgeordneter von Adana im osmanischen Parlament – ermordet.[23]
- Vramşabuh Samuelov – Kaufmann und Bankier – ermordet.[15]
- Armen Doryan – französischer Dichter, Journalist – ermordet.[24]
- Jak Sayabalyan (Paylag) – zwischen 1901 und 1905 Übersetzer im englischen Konsulat von Konya, anderthalb Jahre später Konsulatshelfer. Nach 1909 Journalist in der Hauptstadt – ermordet.[24]
- Gigo (Krikor Torosyan) – Journalist (Gründer der Zeitung Gigo) – ermordet.[24]
- Hampartsum Hampartsumyan – Schriftsteller – ermordet.[23]
- Karekin Çakalyan – Lehrer – ermordet.[23]
- Yervant Odyan – Schriftsteller – Überlebender.[26]
- Mihrdat Haygazın – osmanischer Patriot, Lehrer und Mitglied des Armenischen Nationalrats – ermordet.[15]
- Abraham Hayrikian – Turkologe, Direktor der Ardi-Universität und Mitglied des Armenischen Nationalrats – ermordet.[26]
- Mıgırdiç Hovanesyan – Lehrer – ermordet.[15]
- Aristakes Kasparyan – Anwalt, Unternehmer, Mitglied des Armenischen Nationalrats – ermordet.[15]
- Pyuzant Keçyan – Verlegerm, Eigentümer der Zeitung Piuzantion, Geschichtswissenschaftler – Überlebender, wurde traumatisiert und wahnsinnig.[26]
- Onnik Mağazacıyan – Präsident des Kumkapı Progresif Derneği – ermordet.[25]
- Sarkis Minasyan – Chefredakteur von Droşak, nach 1909 Lehrer, Schriftsteller und Politiker in Konstantinopel; Mitglied des Armenischen Nationalrats – ermordet.[23]
- Haçik İdareciyan – Lehrer – ermordet.[15]
- Krikor Hürmüz – Schriftsteller, Journalist – ermordet.[24]
- Zareh Mumcuyan – Übersetzer – ermordet.[28]
- Nerses Zakaryan – osmanischer Patriot, Erzieher, Mitglied des Armenischen Nationalrats – ermordet.[15]
- Aris İsrailyan – Lehrer und Schriftsteller – ermordet.[26]
- Nerses Papazyan – Herausgeber der Zeitung Azadamard, Lehrer und Geistlicher – ermordet.[24]
- Parseğ Şahbaz – Anwalt, Journalist und Kommentator – ermordet.[26]
- Mihran Tabakyan – Erzieher, Schriftsteller – ermordet.[23]
- Krikor Yesayan – Französisch- und Mathematiklehrer, Übersetzer – ermordet.[25]
- Vahan Kehyan – Lehrer und Zanaatkâr – ermordet.[28]
- Stepan Miskiciyan – Arzt – ermordet.[28]
- Sarkis Parseğyan – Bildungsbeauftragter – ermordet.[23]
- Zabel Esayan – Schriftstellerin – Überlebende.

## Bibliografie
- Garine Avakian: Եղեռնահուշ մասունք կամ խոստովանողք եւ վկայք խաչի [Relic of the Genocide or to those who suffered in the name of the cross and died for their faith], Jerewan, 2002 ISBN 978-99930-2-436-1 [ein Bericht über die Ereignisse, die nach Çankırı führten (Deportationszielort in Anatolien) und 100 kurzbiografische Beschreibungen der Deportierten auf der Basis von Rosenkranz / Rundum-Sorglos-Perlen (Hamrich) im Geschichtsmuseum von Jerewan mit den eingravierten Namen der Deportierten, welches ein Opfer selbst, Varteres Atanasian, kreierte.]
- Krikor Balakian Հայ Գողգոթան [The Armenian Golgotha], Mechitaristenpresse Wien 1922 (vol. 1) und Paris 1956 (vol. 2) (neue Ausgabe auf Französisch: Georges Balakian: Le Golgotha arménien, Le cercle d'écrits caucasiens, La Ferté-Sous-Jouarre 2002 (vol. 1) ISBN 978-2-913564-08-4, 2004 (vol. 2) ISBN 2-913564-13-5)
- Krikor Beledian: Le retour de la Catastrophe, in: Catherine Coquio (Hrsg.): L'histoire trouée. Négation et témoignage, éditions l'atalante, Nantes 2003, ISBN 978-2-84172-248-8 [Essay über die Literatur der Überlebenden 1918–23]
- Raymond Kévorkian: Le Génocide des Arméniens, Odile Jacob, Paris 2006, ISBN 978-2-7381-1830-1.
- Teotoros Lapçinciyan (Teotig) Գողգոթա հայ հոգեւորականութեան [The Golgotha of the Armenian clergy], H. Mateossian, Konstantinopel 1921 [gibt einen Bericht von über 1.500 deportierten Klerikern im gesamten Osmanischen Reich mit ausgewählten biografischen Einträgen und listet namentlich über 100 von insgesamt 270 Notabeln des 24. April 1915 auf, teilt sie in 9 Berufsgruppen ein]
- Teotoros Lapçinciyan (Teotig): Ամէնուն Տարեցոյցը. Ժ-ԺԴ. Տարի. 1916–1920. [Everyman's Almanac. 10.-14. Year. 1916–1920], G. Keshishian press, Konstantinopel 1920
- Mikayel Shamtanchian: The Fatal Night. An Eyewitness Account of the Extermination of Armenian Intellectuals in 1915 translated from the Armenian by Ishkhan Jinbashian, H. and K. Manjikian Publications, Studio City (CA) 2007, ISBN 978-0-9791289-9-8.
- Rita Soulahian Kuyumjian: Archeology of Madness. Komitas. Portrait of an Armenian Icon. Gomidas Institute Taderon Press Princeton, New Jersey 2001, ISBN 978-0-9535191-7-0.
- Yves Ternon: Enquête sur la négation d'un génocide [Investigation of the Denial of a Genocide], Editions Parentèses, Marseille 1989, ISBN 978-2-86364-052-4 [gives an account of the arrests of 24 April 1915 in the 1st part of his book].